# Trigonopterus scaphiformis
Trigonopterus scaphiformis – gatunek chrząszcza z rodziny ryjkowcowatych i podrodziny krytoryjków.

## Taksonomia
Gatunek ten opisany został po raz pierwszy w 2019 roku przez Alexandra Riedela na łamach „ZooKeys”. Współautorem publikacji jest Raden Pramesa Narakusumo. Jako miejsce typowe wskazano górę Karre, znaną także jako Wokim, położoną w Rantepao w kabupatenie Tana Toraja w indonezyjskiej prowincji Celebes Południowy. Epitet gatunkowy oznacza po łacinie „łódkokształtny”.

## Morfologia
Chrząszcz o ciele długości od 2,3 do 2,4 mm, wysklepionym, w zarysie prawie jajowatym ze słabym przewężeniem między przedpleczem a pokrywami, ubarwionym czarno z rdzawymi czułkami i odnóżami. Ryjek samca zaopatrzony jest w listewkę środkową i parę listewek przyśrodkowych, wszystkie ograniczone do nasadowej połowy. Powierzchnia przedplecza jest drobno i gęsto punktowana. Pokrywy są bezładnie i drobno punktowane, z sześcioma większymi punktami w ósmym rzędzie na barku i płaskimi międzyrzędami. Wszystkie odnóża mają uda pozbawione ząbków. Listewki przednio-brzuszne na udach środkowej i tylnej pary są karbowane. Tylna para odnóży ma na udach przedwierzchołkową łatkę strydulacyjną. Genitalia samca mają prącie o bokach prawie równoległych, a wierzchołku niesymetrycznym z wypustką po prawej stronie i skąpo porośniętym szczecinkami. Aparat przenoszący jest kolcowaty i przyczepiony do kotwicowatego sklerytu wspierającego, a przewód wytryskowy nie jest wyposażony w bulbus.

## Ekologia i występowanie
Ryjkowiec ten zasiedla górskie lasy. Spotykany jest na rzędnych od 1460 do 1625 m n.p.m. Bytuje na listowiu roślinności.
Owad orientalny, endemiczny dla Celebesu, znany z trzech stanowisk w prowincji Celebes Południowy.